# Solanum dulcamara
Solanum dulcamara, denumit popular lăsnicior, este o specie vegetală din genul Solanum, familia Solanaceae. Este nativă din Europa și Asia.

## Activitate biologică
Planta conține alcaloizii solanină (în fructe), solasodină (în flori) și beta-solamarină (în rădăcini), iar acestea prezintă un efect de inhibare a bacteriilor E. coli și S. aureus.
Solanina și solasodina extrase din Solanum dulcamara prezintă activitate anti-dermatofitică față de speciile Chrysosporium indicum, Trichophyton mentagrophytes și T. simil, având un potențial de a trata dermatofițiile. Totuși, planta este toxică. Au fost documentate cazuri de intoxicații fatale la om, toxicitatea fiind în principal datorată solaninei.

## Galerie

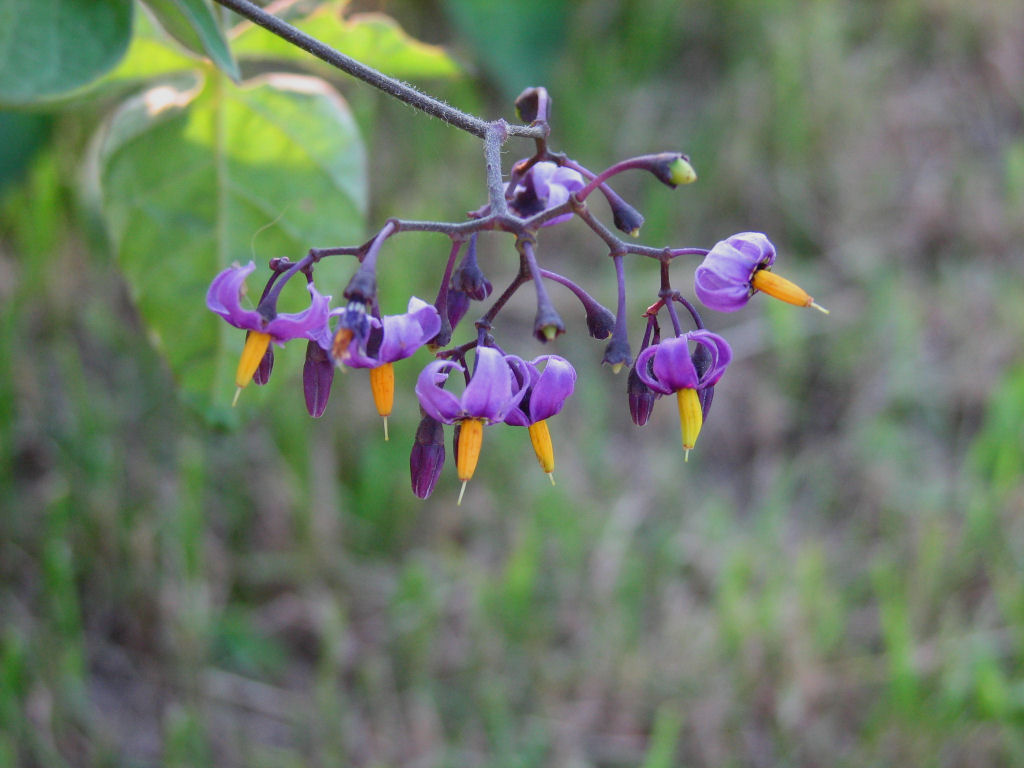
Flori în Ottawa, Ontario
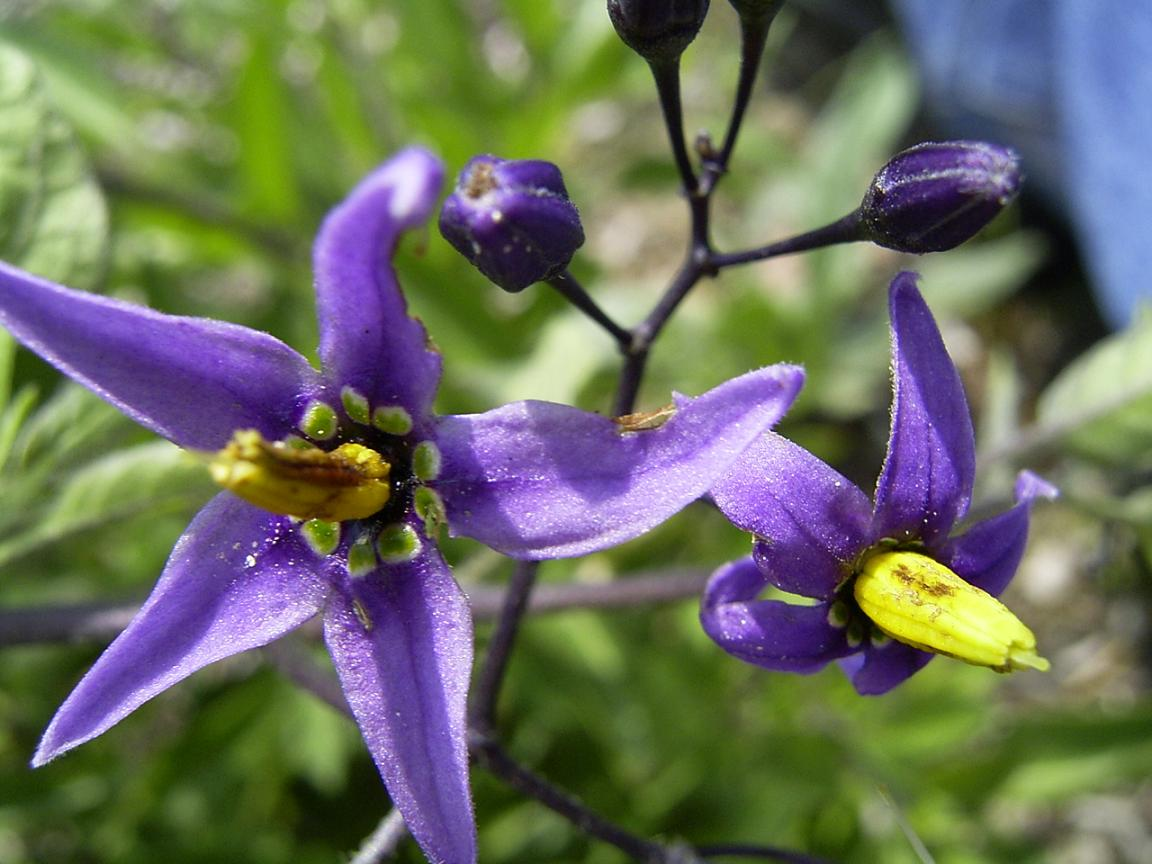
Flori
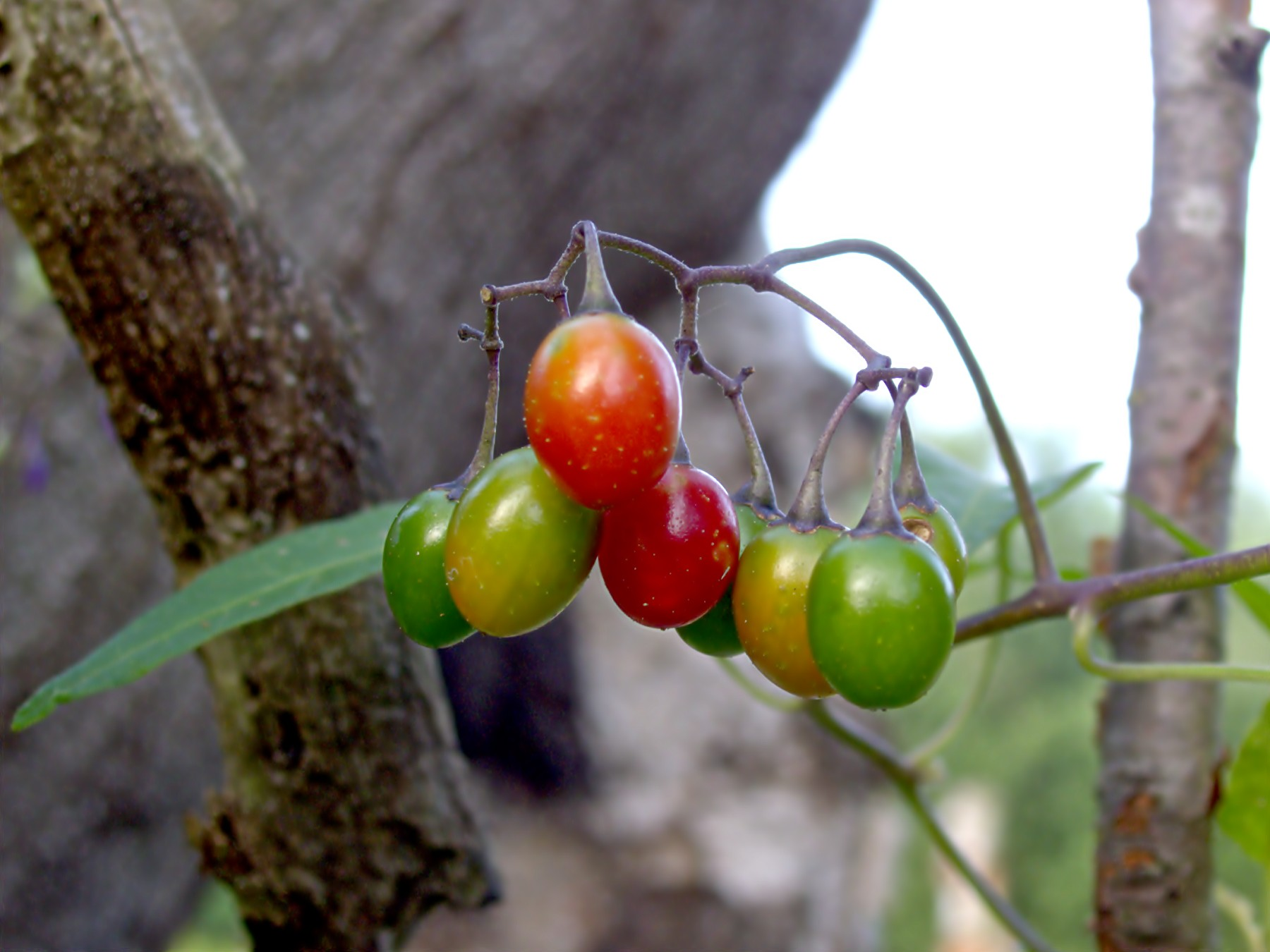
Fructe
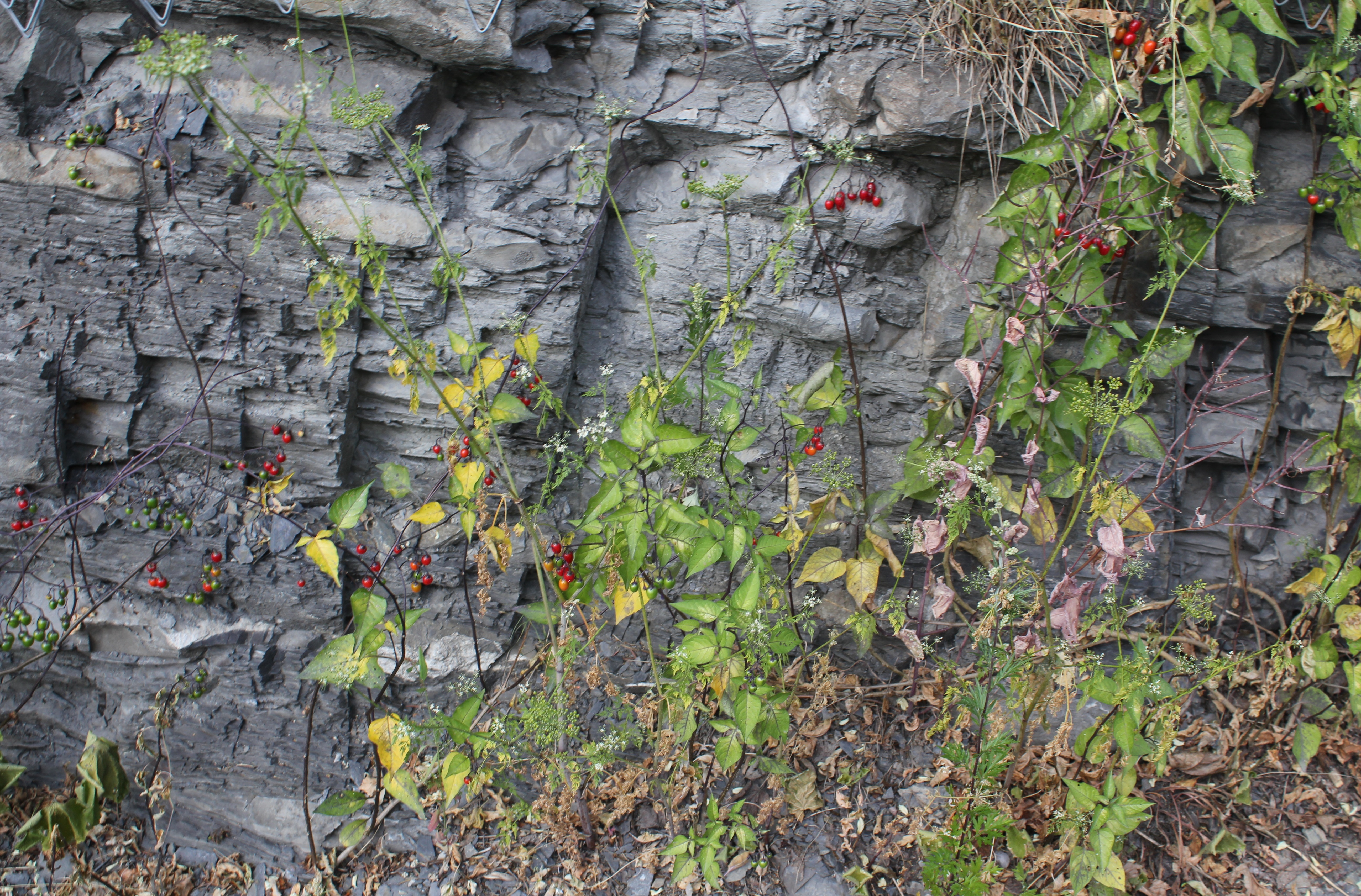
Solanum dulcamara
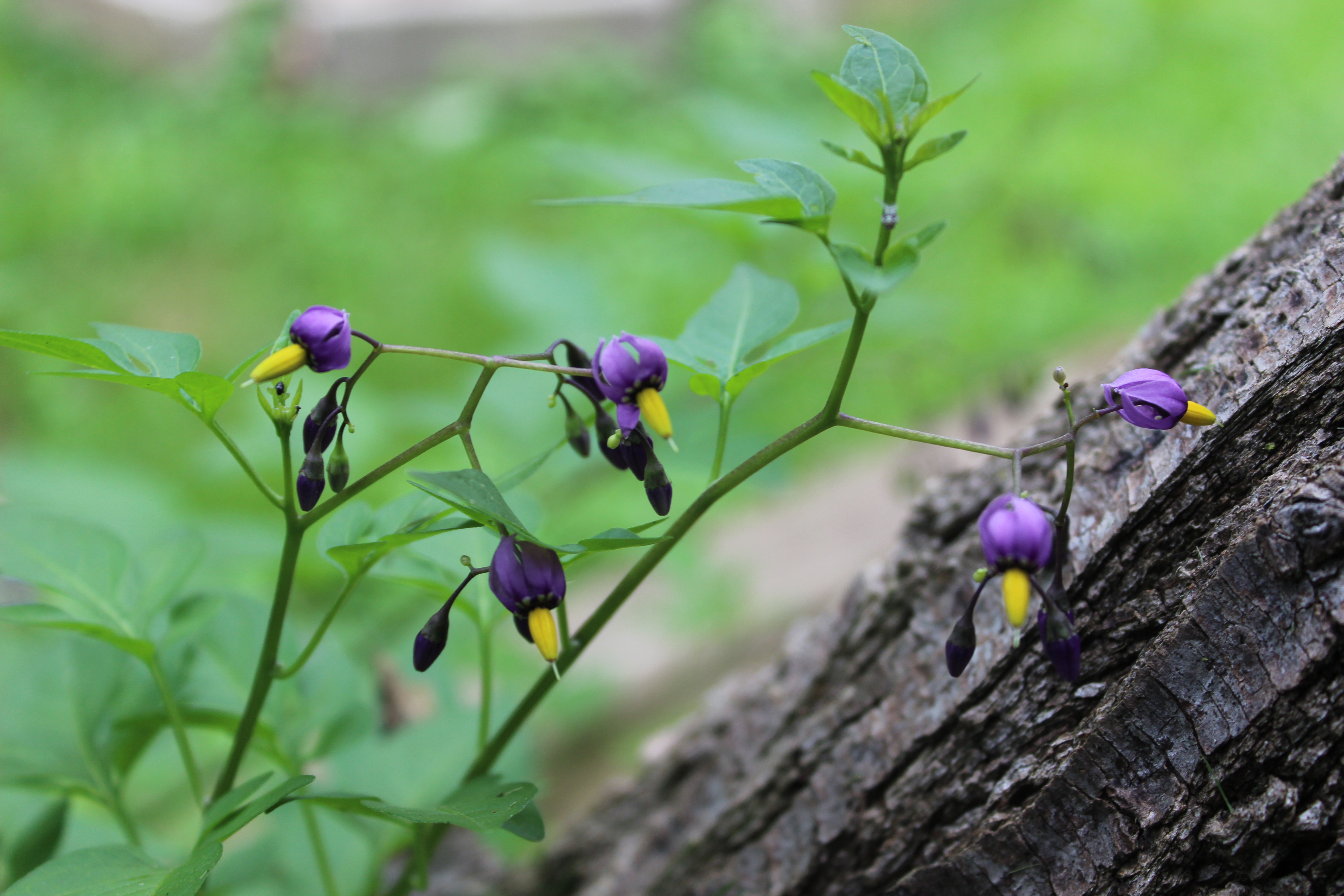
În Clark County, Ohio.